# 21
 Тази статия е за 21-вата година от новата ера.  За числото 21 вижте 21 (число).  За други значения вижте 21 (пояснение).
21 (двадесет и първа) година е обикновена година, започваща в сряда по юлианския календар.

## Събития

### В Римската империя
- Осма година от принципата на Тиберий Юлий Цезар Август (14-37 г.)
- Консули на Римската империя са Тиберий (4-ти път) и Друз Юлий Цезар (2-ри път).
- Театърът на Помпей е засегнат тежко от пожар. Император Тиберий започва възстановяването му. По същото време Сенатът нарежда в театъра да бъде поставена бронзова статуя на преторианския префект Луций Елий Сеян.[1]
- В Рим започва изграждането на преторианските казарми, т.нар. Кастра претория, коeто продължава две години.[2]

#### В римска Галия
- Едуите вдигат въстание в Галия под предводителството на Юлий Флор и Юлий Сакровир. Бунтът е потушен от управителят на Горна Германия Гай Силий, който разбива бунтовниците при Августодонум, след което Сакровир и други техни лидери се самоубиват.[3]

### В Тракия
- Цар Реметалк II e обсаден във Филипопол от въстанали одриси и други тракийски племена. Това предизвиква нова намеса на римляните, които изпращат войски да потушат въстанието в клиентското им царство.[3]

## Починали
- Арминий, вожд на херуските (роден 17 г. пр.н.е.)
- Публий Сулпиций Квириний, римски управител на Сирия, извършил преброяване на населението в Юдея, описано в Новия завет (роден 45 г. пр.н.е.)
- Корнелий Сула Феликс, римски политик и сенатор